# Reabilitação (União Soviética)
Reabilitação foi um termo usado no contexto da antiga União Soviética e em Estados pós-soviéticos. Após a morte de Stalin em 1953, o novo governo comprometeu-se a reabilitação política e restauração social, de pessoas que haviam sido reprimidas e processadas criminalmente sem a devida base. Em muitos casos, a reabilitação foi póstuma, devido milhares de vítimas terem sido executadas ou morreram em campos de trabalhos forçados.
Foram também reabilitadas várias populações minoritárias que haviam sido forçosamente deportadas sob Stalin para a Sibéria, no Cazaquistão, e na Ásia Central, e permitindo a elas de retornar aos antigos territórios e, em alguns casos restauradas a sua autonomia nessas regiões. Não foram porem restaurados os território alemão do Volga e o Tártaros da Crimeia.
Estas transferências populacionais ocorreram durante o governo stalinista de Josef Stalin (1922-1953) e podem ser classificadas nas seguintes categorias gerais: deportações de categorias populacionais "anti-soviéticas", muitas vezes classificados como "inimigos dos trabalhadores"; deportações de nacionalidades inteiras, transferências de mão-de-obra, e migrações organizadas em direções opostas para preencher territórios etnicamente "limpos" (prática de "limpeza étnica"). Estima-se que, na sua totalidade, as migrações forçadas internas afetaram cerca de seis milhões de pessoas.

## Perestroika e Estados pós-soviéticos
Outra onda de reabilitações começou cerca de 1986, com a nova política soviética da Perestroika. As pessoas que foram reprimidas extrajudicialmente foram sumariamente reabilitadas. Além disso, a justiça civil e militar soviética continuou a reabilitar vítimas de expurgos de Stalin (a título póstumo), assim como de algumas pessoas reprimidas após a morte de Stalin. Após a dissolução da União Soviética no final de 1991, esta tendência continuou na maioria das ex-repúblicas soviéticas.
Tanto a moderna Federação Russa como a Ucrânia promulgaram leis "na reabilitação das vítimas de repressões políticas", que fornecem a base para a continuação da reabilitação pós-stalinista das vítimas.